# Posta de Figueroa
La posta de Figueroa es un lugar histórico del partido de San Andrés de Giles, provincia de Buenos Aires, en Argentina. Sus construcciones más antiguas datan de 1755. Fue una típica estanzuela o hacienda de campo, ubicada sobre el antiguo Camino Real al Alto Perú.
Su origen se remonta al 2 de septiembre de 1755, fecha en que el sargento mayor de milicias don Tomás de Figueroa adquirió una vasta extensión de tierras a doña María Teodora de Suero y Giles, viuda del general José Ruiz de Arellano, y se radicó en el lugar junto a su esposa Rita Casco de Mendoza y Barragán, descendiente de la familia fundadora de Capilla del Señor, y sus hijos: Pascual Antonio,  Gerardo, Bartolomé, Catalina y Micaela Figueroa y Casco.
Fue declarada Monumento Histórico de la Provincia de la Provincia de Buenos Aires mediante ley dictada en tiempos del gobernador Antonio Cafiero. A la muerte de Tomás de Figueroa, la hacienda fue heredada por Pascual Antonio Figueroa. Pascual Antonio se casó con Basilia Rodrigues, hija del comerciante Portugués José Rodrígues y vecino rural de los Figueroa. Es posible que por la época se organizara la posta y un comercio minorista rural merced a la experiencia comercial de los Rodrígues.
En la posta se reunieron Juan Manuel de Rosas y Facundo Quiroga, luego de otra reunión que tuvieron en la quinta de Terrero en Flores. Allí fue firmada la histórica "Carta de la Hacienda de Figueroa" dictada el 20 de diciembre de 1834 por Juan Manuel de Rosas a su edecán y dirigida a Facundo Quiroga. Como este ya se había ido camino hacia el norte del país, un chasque le alcanzó la misiva. Considerada una página dorada de la vida política de ese tiempo. La carta explicaba el pensamiento de Rosas y porqué él consideraba que el país no estaba preparado para su organización definitiva y para tener un gobierno Nacional.  El original lo llevaba Quiroga en momentos de resultar asesinado en Barranca Yaco en febrero de 1835.
Recibió la visita de distintas personalidades de la historia argentina, en tránsito por el Camino Real al norte, entre ellos los generales Estanislao López, Ángel Pacheco, Lucio Norberto Mansilla, Juan Lavalle y José María Paz, este último cuando era traído en calidad de detenido desde la Aduana de Santa Fe hacia el Cabildo de la Villa de Luján (hecho señalado en sus Memorias).
Don Juan Manuel de Rosas visitó la estancia en varias ocasiones dada la amistad existente con los propietarios de la casa por su filiación federal, entre ellas en 1831 en ocasión de la terrible sequía que asoló gran parte de la provincia de Buenos Aires.
Está habitada actualmente por Julio Oscar Figueroa Castex, descendiente directo de los primitivos pobladores, su esposa Amelia Tapia y su numerosa familia. Gracias a la presencia de la familia Figueroa en el lugar se ha podido mantener este sitio histórico a pesar de la ausencia de ayuda oficial tanto nacional, provincial o comunal para su mantenimiento.
Se encontraba ubicada dentro de la vasta región conocida en otros tiempos como "Pago de Areco", pero desde la delimitación de partidos bonaerenses dispuesta por la ley 541 de 1864, reglamentada en 1865, la estanzuela quedó claramente situada dentro de los límites del partido de San Andrés de Giles. Eso ha traído una serie de confusiones sobre su emplazamiento que se han mantenido a través del tiempo.
Allí se grabaron escenas de la película "La sombra del tigre" dirigida por Nicolás Sarquis, basada en aspectos de la vida de Facundo Quiroga.
Nota: no es un museo, ni es de libre acceso, sino una casa de familia donde residen descendientes directos de los primitivos pobladores.